# 二セレン化チタン
二セレン化チタン (Titanium diselenide、TiSe2) は、セレン化チタン(IV)としても知られ、チタンとセレンの無機化合物である。
この材料では、セレンはセレン化物 (Se2-) と見なされ、チタンがTi4+として存在する必要がある。二セレン化チタンは金属ジカルコゲン化物のメンバーであり、金属と周期表内のカルコゲン列の元素からなる化合物のメンバーである。多くはインターカレーションや導電性など、電池技術において潜在的な価値のある特性を示すが、ほとんどの用途は毒性が低く軽量な、二硫化チタン TiS2などのジスルフィドに焦点を当てている。

## 構造
チタン – セレン系内では、多くの化学量論が確認されている。二セレン化チタンはCdI2型構造で結晶化し、この構造では六方晶系の密に詰まったSe2-層の交互層間の八面体空孔 (八面体空孔の総数の半分) がTi4+中心で占められている。CdI2構造は最密充填層に垂直な原子の繰り返し層が「Se-Ti-Se…Se-Ti-Se…Se-Ti-Se」というシーケンスを形成し、隣接する層のセレン原子間には弱いファンデルワールス相互作用が生じるため、層構造と呼ばれることがよくある。
構造は(6,3)配位を持ち、カチオンは八面体、アニオンは三角錐形になる。この構造タイプは、多くの遷移金属ハロゲン化物にも共通して見られる。
この層状構造は、アルカリ金属 (M) によるインターカレーションを受けて MxTiSe2 (x ≤ 1) が形成され、それによって2D層状シート間の弱いファンデルワールスギャップが拡大することが知られている。

## 合成
チタンとセレンの混合物をアルゴン雰囲気下で加熱して粗サンプルを生成する。粗生成物は通常、輸送剤としてヨウ素を使用した化学蒸気輸送によって精製される。
    Ti + 2 Se → TiSe2

## リファレンス
1. ↑  Riekel, C (1976). “Structure Refinement of TiSe2 by Neutron Diffraction”. Journal of Solid State Chemistry 17 (4):  389–92. Bibcode: 1976JSSCh..17..389R. doi:10.1016/S0022-4596(76)80008-4.
2. ↑  Bouroushian, M. "Electrochemistry of Metal Chalcogenides" ISBN 978-3-642-03967-6
3. ↑  Hagenmuller, P. "Preparative Methods in Solid State Chemistry"  ISBN 978-0-323-14436-0